# Бурард мост
Бурард мост (енгл. Burrard Street Bridge , енгл. Burrard Bridge)  је четворотрачни мост. у Ванкуверу, Британска Колумбија, Канада.
Челични решеткаст мост изграђен 1930-1932. године на четири ступа обухвата Фалс Крик, који повезује центар града Ванкувера са Китсиљаном преко прикључака на улицу Бурард  То је један од три моста који прелазе Фелс Крик. Друга два моста су Мост Гренвил и Мост Камби.
Поред трака за возила, Бурард мост има тротоаре за пешаке са обе стране и бициклистичке траке. 
Од 1996. године до 2017. године се водила расправа о реконструкцији моста а да се се не угрози оригинални облик и сачувају бициклисти. 2017. године су градске власти завршиле радове на мосту тако да су дефинисане траке за саобраћај, пешаке и бициклисте. 
Иако су траке за бициклисте у почетку биле пилот пројекат касније су постале стварност Ванкувера са великим бројем бициклиста. 

Према подацима градских власти преко моста сваке године пређе више од милион бициклиста, а то је постао модел за остале бициклистичке стазе широм Ванкувера.

## Галерија
- Поглед на мост са југа
- Носачи
- Испод моста
- Поглед одоздо
- Поглед на мост са севера